# Alcazaba de El Kef
Alcazaba de El Kef (en árabe: قصبة بالكافة) es una alcazaba en la ciudad de El Kef, Túnez. La alcazaba se construyó en 1600 durante el Túnez otomano, como una de las muchas fortalezas establecidas para la vigilancia de la zona. Jugó un papel importante en la defensa de la ciudad, así como en la administración que se llevó a cabo desde el fuerte.

## Descripción
Como la ciudad de El Kef existía desde la época romana, el sitio fue utilizado para la defensa de la ciudad por varias civilizaciones en el pasado, incluidos los romanos y los árabes, según los textos, las inscripciones y las ruinas que existían en el fuerte. Fue establecido como alcazaba por primera vez por los otomanos en 1600, consistía en cuatro torres de vigilancia, una sala para los soldados y una puerta secreta para el escape accesible al lado noroeste del fuerte.

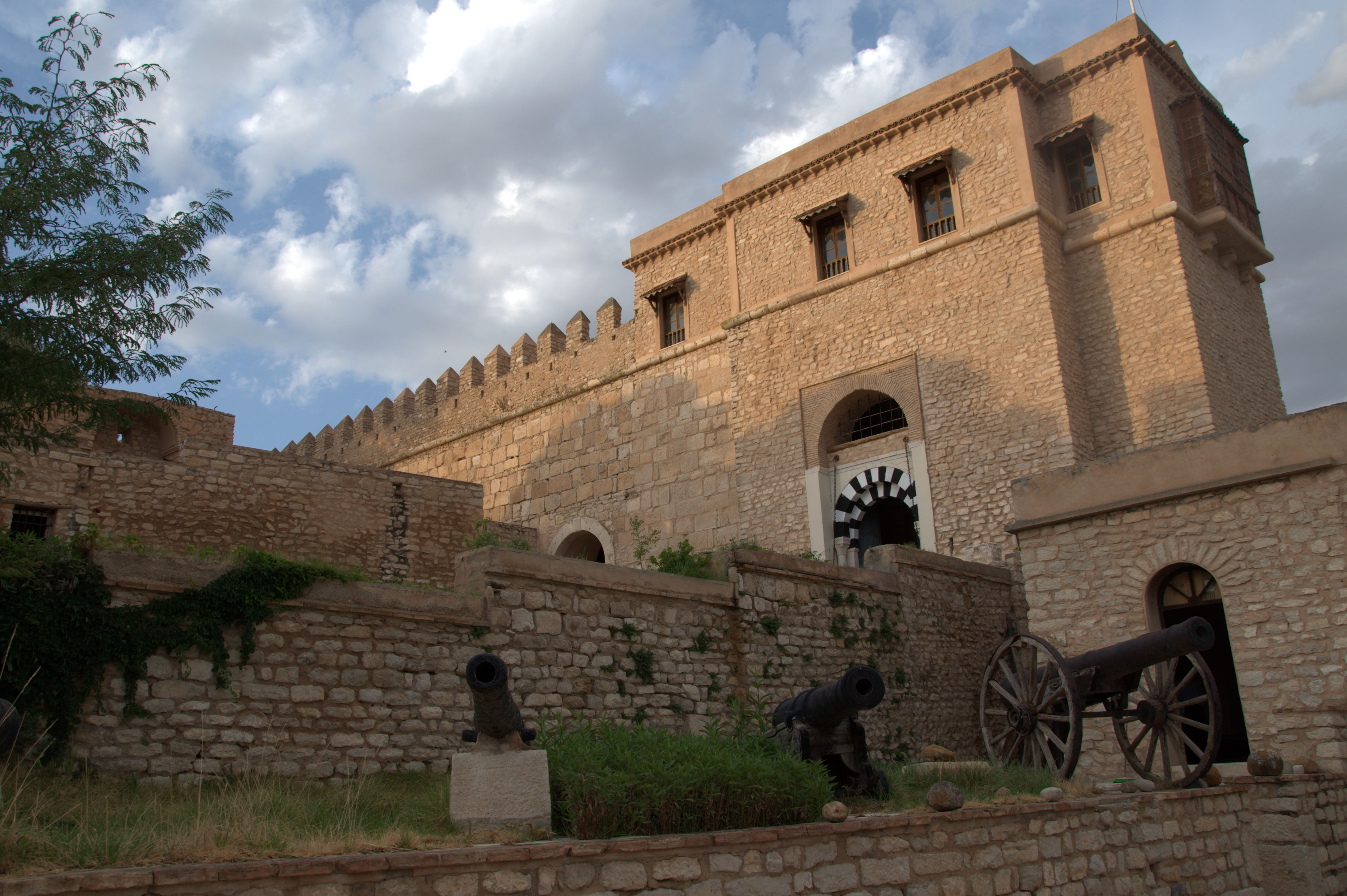
Alcazaba de El Kef

El fuerte fue renovado varias veces, primero durante la era del gobernante Hammuda Pasha a mediados del siglo XVII, que agregó un foso que llevaba a la parte inferior del barrio de la medina, y torres de vigilancia, muros y otras fortificaciones. Estas estructuras fueron reparadas en 1806 de la mano del ingeniero holandés conocido como Humbolt, que también agregó nuevas torres en el lado norte. La alcazaba también contiene un espacio rodeado de habitaciones, una mezquita, almacén de municiones y estanque para recoger agua de lluvia. Hoy en día, el edificio es un lugar turístico y se utiliza a menudo como lugar para festivales.